# Yvette Troispoux
Yvette Troispoux (née le 1er juin 1914 à Coulommiers et morte le 11 septembre 2007 à Paris) est une photographe amateur française. Elle fut, aux côtés d'Édouard Boubat, Sabine Weiss, Willy Ronis… « l'une des principales représentantes de la photographie humaniste française ».
Elle fut aussi célèbre pour les photographies de grands photographes qu'elle prenait lors des vernissages de leurs expositions.

## Biographie
Yvette Troispoux, autodidacte, réalise ses premières photographies avec un box AGFA à quarante francs dont elle réalise les tirages 6×9 à l'eau salée.
Elle se lance dans la photographie avec son Kodak Pronto gagné en juillet 1933, grâce à un concours de photographie organisé par la municipalité : « Je voulais garder ceux que j’aimais », dira-t-elle .
En 1934, elle crée avec M. Maillard le club photographique du Grand-Morin de Coulommiers. Son père, Ernest Troispoux, se suicide en février 1936 ; son frère Jean, âgé de 19 ans, meurt en Algérie en 1939. La famille connaît dès lors des difficultés financières accentuées par la guerre et Yvette Troispoux cesse pratiquement de photographier jusqu'en 1947.
Elle a eu deux amours : son frère mort jeune et la photographie, qu’elle pratiqua pendant ses loisirs. Parmi ses premiers portraits de famille, son frère Jean à la gare de Paris-Montparnasse le 12 octobre 1936, dont elle parlait avec beaucoup d’émotion. Ce cliché représente la dernière fois qu'Yvette aura vu son frère : « Demandez-moi quelle est la photo dont je ne me séparerai jamais et je vous répondrai, celle que j'ai prise de Jean ». 
1936 est également l'année où elle réalise sa photo Les communiantes, jeunes filles et rivière ; elle y traite de la transparence et de la délicatesse de la nature. Ces thèmes avaient auparavant fait l'objet de recherches formelles par Millais avec sa peinture Ophélie. Elle poursuivra son travail sur autour de la lumière sur l'eau avec notamment sa photo des Deux pirogues à Bangui (1997).
Yvette Troispoux continuera de pratiquer la photo « en amateur », pour ne pas vexer sa mère et aura la passion et le goût du portrait, puis quittera sa ville natale et s’installera en juillet 1947 à Paris, où elle travaillera comme employée de bureau pendant quarante ans dans la même entreprise métallurgique créée par Lazare Weiller, Tréfileries et laminoirs du Havre ou Tréfimétaux en 1960.
En 1953, grâce à la Société française de photographie, elle découvre les 30×40, où chaque jeudi, un professionnel vient à la rencontre des passionnés. Elle photographie les photographes à l'occasion de leurs visites au club, puis lors des vernissages ou des dîners. Elle fut elle-même photographiée par Jane Evelyn Atwood lors des Rencontres d'Arles en 1985.
1958 : Acquisition auprès d'un ami d'un objectif Leica Summarit 1,5 de 50 mm puis un boîtier qui lui permettent enfin d'opérer comme elle souhaite, c'est-à-dire en lumière ambiante sans flash.
Dans le cadre de son activité professionnelle, Yvette Troispoux est amenée à photographier certaines manifestations comme des remises de médailles, les fêtes des Catherinettes et de fin d'année, des matchs de ping-pong… Elle réalise un reportage en usine. Par ailleurs, certaines de ses photographies seront utilisées pour l'illustration du journal d'Entreprise et d'Exportation de la société. Elle participe également à la création d'un groupe de photo.

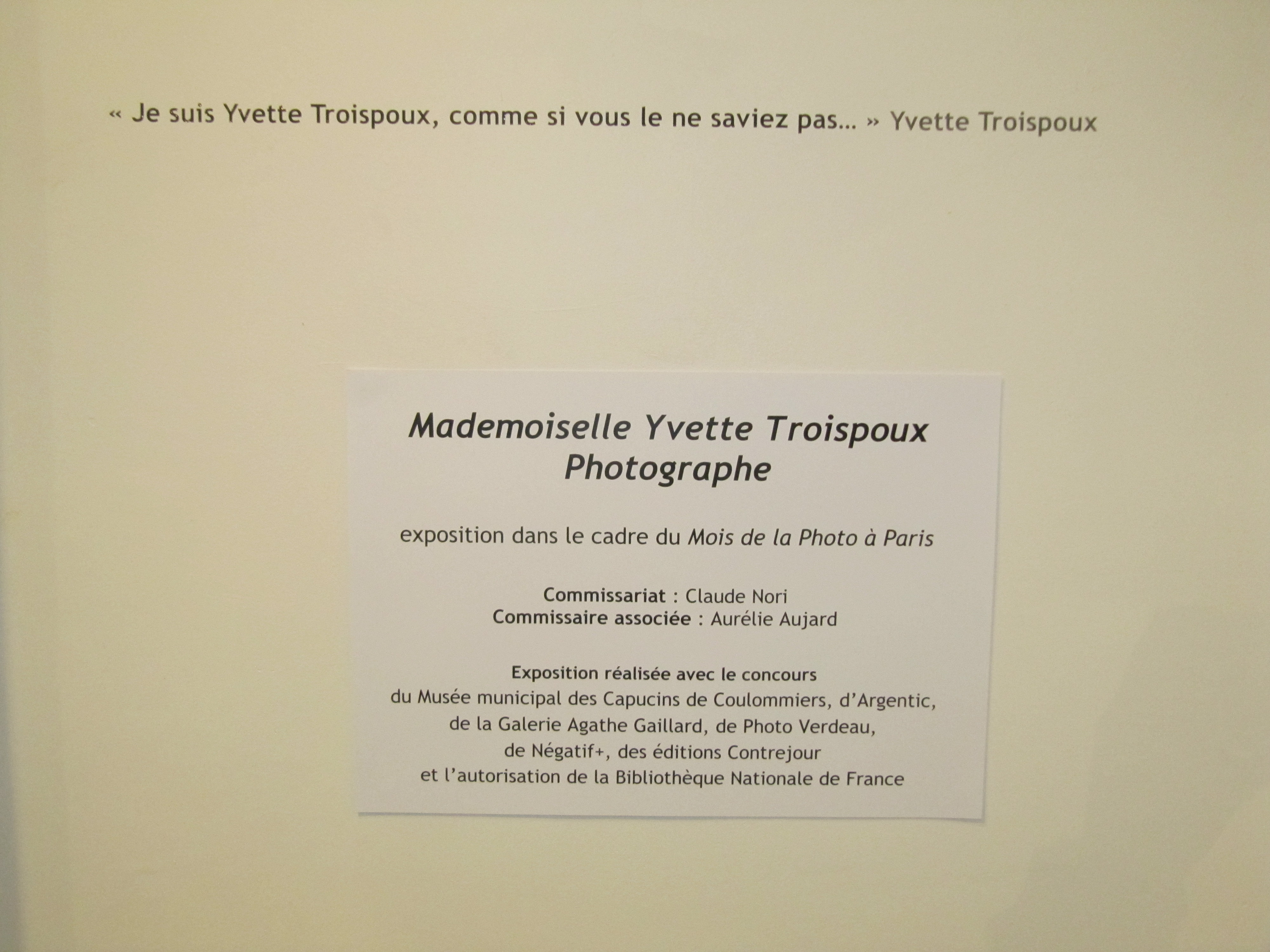
« Je suis Yvette Troispoux, comme si vous ne saviez pas… » Yvette Troispoux. En novembre 2012, le musée du Montparnasse a présenté Mademoiselle Yvette Troispoux, photographe, première exposition rétrospective présentant des photographies tirées de son album privé.

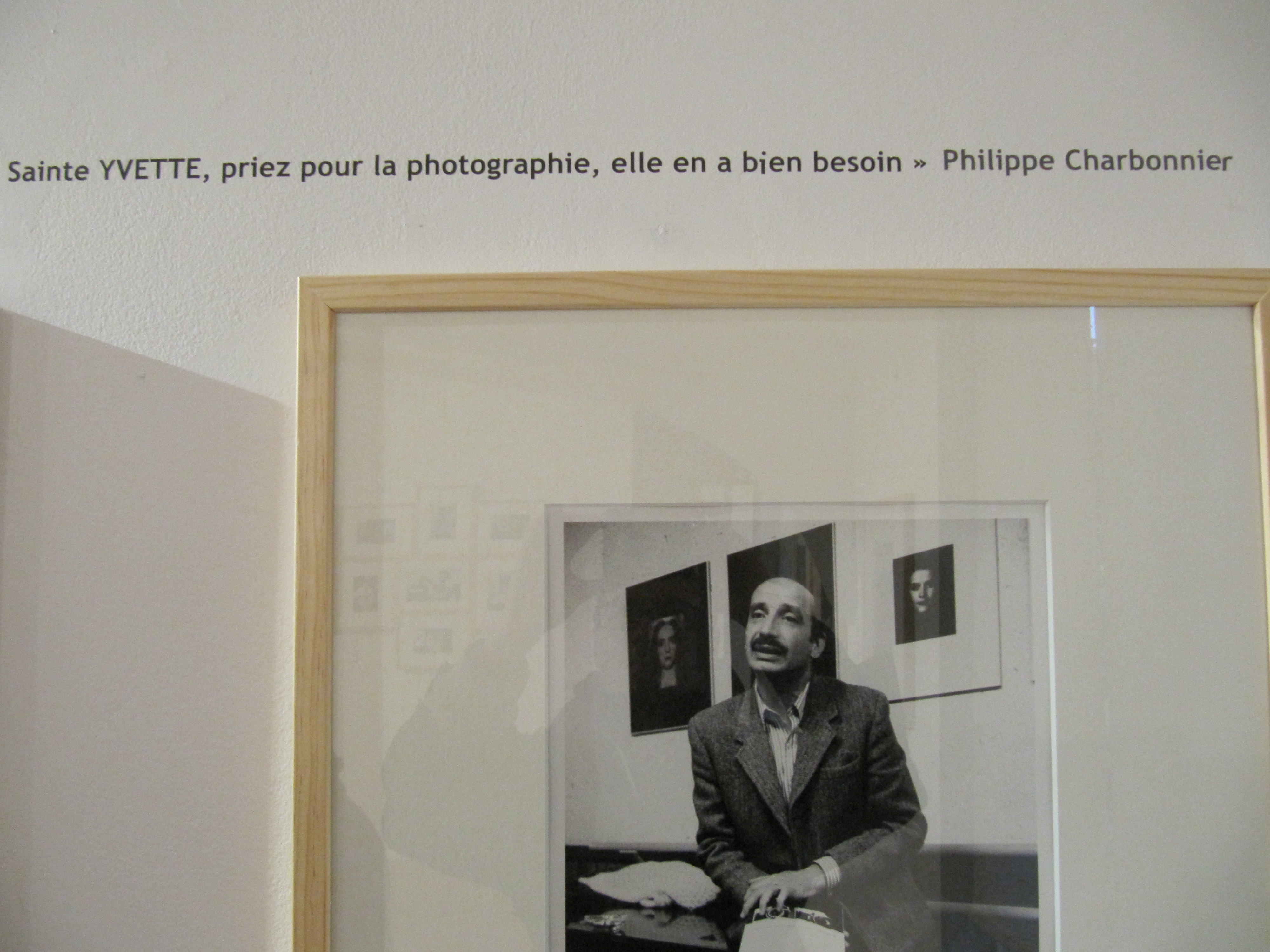
Musée du Montparnasse.

Elle gagne en 1971 le Grand Prix du Club Photographique de Paris. Le jour où elle rencontra Agathe Gaillard fut le commencement d’une amitié qui dura jusqu’à la fin. À chaque vernissage à la galerie de son amie, ouverte en 1975, elle en profitait pour tirer le portrait du photographe exposé, d’où son surnom de « photographe des photographes ». Yvette se fondait dans la foule et avant même que le sujet ne l'ait reconnue, elle déclenchait son appareil. Gisèle Freund, Robert Doisneau, Édouard Boubat, Brassaï, Helmut Newton, et tant d'autres se sont laissés immortaliser par Yvette Troispoux : « Je crois les avoir tous photographiés, excepté Niépce, l'inventeur de la Photo ! ».[source insuffisante]
Ce n'est que tardivement, en 1982, lors de sa première exposition à la galerie Odéon-Photo à Paris que le grand public découvre son travail réalisé en catimini. Elle est nommée, la même année, sociétaire au Salon d'automne.
Elle a été désignée comme photographe officiel dans le cadre du Mois de la Photo 92 à Paris.
Yvette était un électron libre, qui pendant une cinquantaine d'années, a pris des photos en simple amateur sans se soucier de la valeur marchande. Malgré son grand âge, elle avait une fraîcheur, une spontanéité, une connivence amusée que provoquait son apparition en une sorte de Miss Marple de la photographie. « Elle arrivait avec son Leica et deux ou trois cabas, c'était notre mascotte » et « Si Yvette n'était pas là, c'est que l’événement n'était pas important », raconte François Hébel, directeur des Rencontres d'Arles. « Un beau p'tit bout de femme, d'une modernité latente, d'une innocence pleine de maturité… Il est très difficile de décrire ce qui pouvait émaner d'Yvette avec des mots. Il n'est peut-être pas étonnant qu'elle ait été artiste. Elle fascine par sa simplicité de ses dires et par la longue réflexion qu'il y avait derrière. La vie doit être finalement aussi simple qu'un cliché, qu'une image et c'est alors à nous d'en retirer le bonheur, et la beauté, en toute simplicité… » indique Lauric Duvigneau, un ami d'Yvette Troispoux. 
Outre les portraits, elle a réalisé de nombreuses images de Paris et des bords de Seine, tel celui du Notre-Dame. Ses sujets de prédilection ont été toujours la vie quotidienne des hommes, l’événement, le paysage. Elle effectuait également, pour le plaisir, des reportages. C'était toujours le témoignage qui l'intéressait.
De nombreuses expositions ont fait connaître son travail en France comme à l'étranger et suscité un nombre important de publications, d'émissions radiographiques et télévisées.
Elle était membre des 30 x 40, le club photographique de Paris, officier de l'ordre des Arts et des Lettres, c'est Robert Doisneau qui lui a remis sa médaille, le 5 mars 1993, à la mairie du 8e arrondissement.

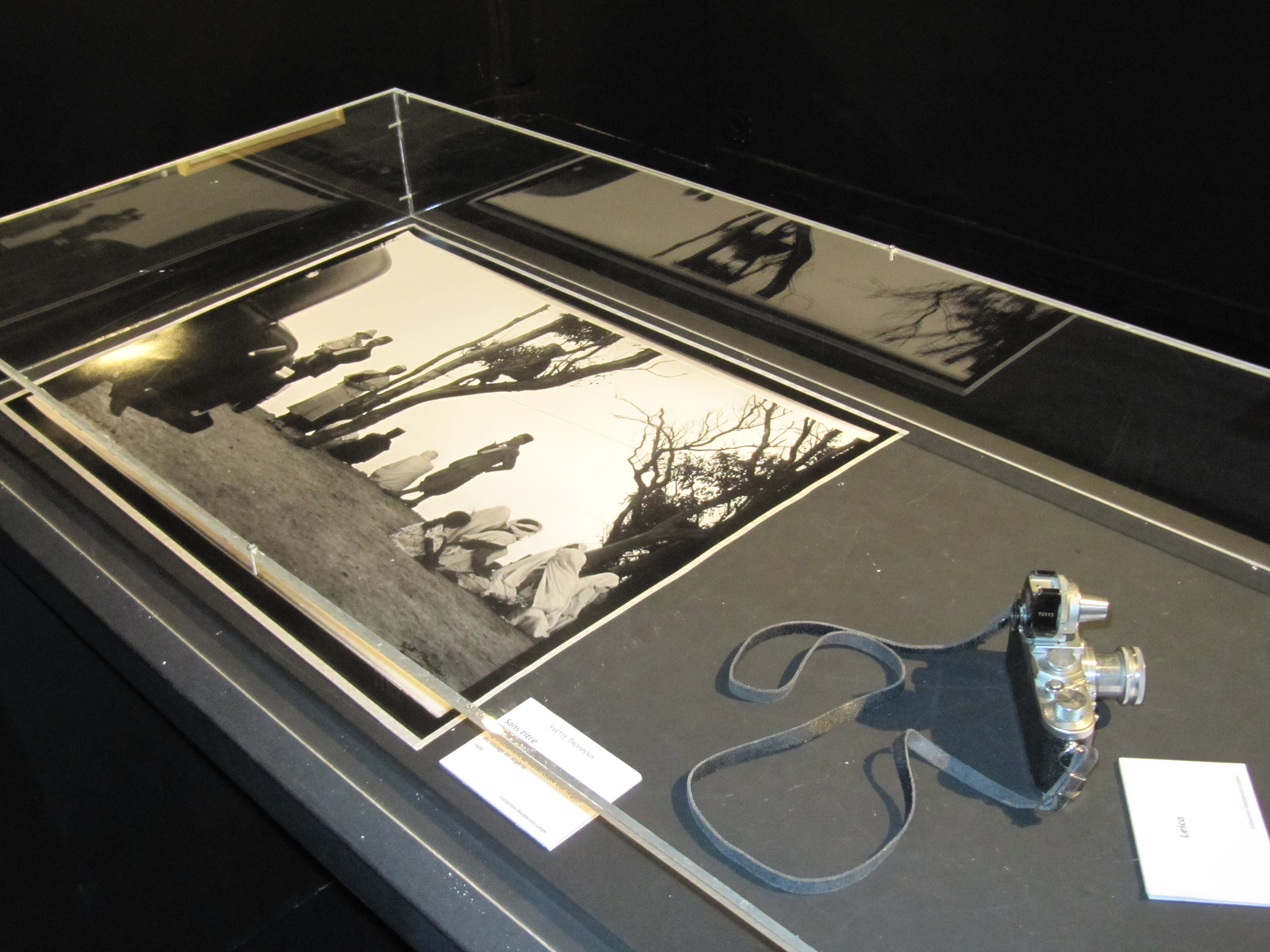
1939 voyage en Algérie, retour du corps de son frère Jean (service militaire) – Exposition Mademoiselle Yvette Troispoux, photographe, Musée du Montparnasse, novembre 2012.

Robert Doisneau l'appelait sa « photocopine » et écrivit aussi : « Quand elle sort de son sac le vieux Leica qui en a tant vu, c’est le signe que la fête commence. Les visages se détendent. »
Un hommage lui avait été rendu lors des Rencontres d'Arles en 2004.
Yvette Troispoux est inhumée au cimetière de Coulommiers, dans le caveau familial, division 8, concession no 35, rang B.
Son fonds photographique vendu aux enchères à Coulommiers le 22 juin 2008 a été préempté par la Bibliothèque nationale de France (BnF). Une grande partie du fonds photographique de cette artiste fut également acquis par le Musée municipal des Capucins de la Ville de Coulommiers. Ce musée a rendu hommage à Yvette Troispoux au printemps 2009 au travers d'une exposition de ses œuvres. En novembre 2012, sous le commissariat de Claude Nori, le musée du Montparnasse a présenté Mademoiselle Yvette Troispoux, photographe, première exposition rétrospective présentant des photographies tirées de son album privé. À cette occasion, une biographie (rédigée par Céline Gautier et Aurélie Aujard) est publiée en collaboration avec la BnF par les éditions Contrejour.
Pour elle, "la qualité principale d'un photographe, c'est d'être observateur et de savoir prendre son temps quand il le faut, pour un visage comme pour un paysage. Et puis de penser à la lumière,  certains jours elle est miraculeuse."

## Distinctions
- Officière de l'ordre des Arts et des Lettres (1993).

## Œuvres
- 1930 : Parc des Capucins, vers 1930.
- 1934 : Le Cygne Coulommiers (21 mai 1934)
- 1934 : L'entraînement[17]
- 1936 : Les Communiantes, Coulommiers[18]
- 1936 : Mon frère Jean, Paris, Gare Montparnasse (12 octobre 1936)
- 1939 : Alger, Notre Dame d'Afrique (voyage pour le retour du corps de son frère).
- 1950 : Promenade sur les quais, Paris années 1950.
- 1950 : La Seine à Paris
- 1950 : Le Sommeil de l'enfant, Rome[19]
- 1955 : La Décrue, janvier 1955
- 1955 : Grèce, le troupeau de moutons, juillet 1955
- 1960 : Yé-yé[20]
- 1960 : Gisèle Freund aux 30×40[21]
- 1970 : Jean-Philippe Charbonnier aux 30×40
- 1970 : Edouard Boubat aux 30×40
- 1974 : Izis aux 30×40
- 1980 : Jacques Henri Lartigue
- 1980 : Robert Doisneau et l'accordéoniste, sortie du livre Le Bal de Paris par Clément Lépidis, été 1980.
- 1980 : Willy Ronis et André Kertész, à la mairie de Paris.
- 1989 : En promenade, environs de Charleroi, Belgique[22].

## Principales expositions personnelles
- 1982  : Photographes : Galerie Odéon-Photos, Paris
- 1984 : Photographes : Centre d'animation culturelle, Compiègne (avec projection de 200 diapos noir et blanc) ; Maison d'information culturelle, Paris, dans le cadre du Mois de la Photo (130 photographies) ; Crédit agricole, Lisieux (avec projection de diapositives)
- 1985 : Rétrospectives : musée du Vieux Lisieux ; 100 photographies à Chateaubriand
- 1986 : 
  - Vernissage : Banque Crédit agricole, Lisieux
  - Au fil des jours : Galerie Séguier, Paris
  - Photographes : salle Gérard-Philippe, Jarny
  - Photographes : Galerie Ham
  - Inauguration de l’école de danse et de musique, Lisieux
  - Reflets, Garden's Hotel, Lisieux
- 1987 : 
  - Photographes : Centre vivant d'art contemporain, Grignan
  - Photographes : Lycée Léonard-de-Vinci, Amboise (avec projection de 200 diapositives)
  - Photographes : Club SNCF, Gare Saint-Lazare (présentation de tirages et diapos)
  - Photographes : Espace Vasarely, Aix-en-Provence
  - Photographes : Église du Chapitre (avec projection), Châteaumeillant
  - Photographes : Centre culturel, Cholet
  - Rétrospective 1983-1987 : Maison de la culture de Torcy (160 photographies)
- 1988 : 
  - Photographes : La Voix du Nord, Lille
  - Rétrospective : Printemps de la Photo, Cahors
  - Rétrospective : Galerie Trace, Bulle, Suisse
  - Photographie de mode: La Cigogne, Tours
- 1989 : 
  - Photographes : Mois de la Photo, Issoudun
  - 200 photographies: projection de diapositives, Berlin Ouest
  - Photographes : Château, salle des ducs de Poméranie, Stettin, Pologne (avec projection de diapositives)
  - Rétrospective : Mairie de Cormeilles-en-Parisis
- 1990 : 
  - 15 ans de vernissages : Galerie Agathe Gaillard, Paris
  - Photographes : Musée Arthur Batut, Labruguière
  - Photographes : Centre culturel, Blagnac
  - Photographes : Salle de la manufacture des tabacs, Nantes
- 1991 : Photographes : Inauguration de l'Artothèque de Nice
- 1992 : 
  - Rétrospective : salle André Villers, musée de Mougins
  - Rétrospective : sans le cadre de Footfolie Télécom-Europarnasse
  - La Seine : Sur la péniche de Jean-Pierre Zirn, Paris
- 1994 : 
  - 13, 15, 15 juillet 1989 et portraits, Galerie Jean-Yves du Barré, Paris
  - La Seine-et-Marne, hier et aujourd'hui : commande du conseil général de Seine-et-Marne : Dammarie-les-Lys, à Pontault-Combault au Centre photographique d’Île-de-France.
- 1997 : Rétrospective à Châteauroux, à Thessalonique (Grèce) ; à Gaillac, à Grignan
- 1999 : Photographes : Galerie Jacques Copin à Dainville
- 2001 : Rétrospective au Théâtre de Coulommiers, puis Dammarie-les-Lys, et à Lesneven
- 2004 : Invité d'honneur à l'abbaye de Montmajour, par Martin Parr, commissaire des Rencontres internationales de la photographie à Arles ; Rétrospective les 90 ans d'Yvette Troispoux, Galerie Agathe Gaillard
- 2005 : Le Fonds national d'art contemporain acquiert 20 photographies d'Yvette Troispoux.
- 2008 : Son fonds photographique vendu aux enchères à Coulommiers le 22 juin 2008 a été préempté par la Bibliothèque nationale de France (BnF).